# Nokere Koerse 2021
La Nokere Koerse 2021, ufficialmente Danilith - Nokere Koerse, settantacinquesima edizione della corsa, valevole come ottava prova dell'UCI ProSeries 2021 categoria 1.Pro, si è svolta il 17 marzo 2021 per un percorso di 195 km, con partenza da Deinze ed arrivo a Nokere, in Belgio. La vittoria è stata appannaggio del belga Ludovic Robeet, che ha completato il percorso in 4h36'44" alla media di 42,279 km/h, precedendo il francese Damien Gaudin e l'italiano Luca Mozzato.
Al traguardo di Nokere sono stati 87 i ciclisti, dei 167 partiti da Deinze, che hanno portato a termine la competizione.

## Squadre e corridori partecipanti
| N.      | Cod. | Squadra                  |
| ------- | ---- | ------------------------ |
| 1-7     | DQT  | Deceuninck-Quick Step    |
| 11-16   | ACT  | AG2R Citroën Team        |
| 21-27   | BOH  | Bora-Hansgrohe           |
| 31-37   | COF  | Cofidis                  |
| 41-47   | GFC  | Groupama-FDJ             |
| 51-56   | IGD  | Ineos Grenadiers         |
| 61-67   | IWG  | Intermarché-Wanty-Gobert |
| 71-77   | ISN  | Israel Start-Up Nation   |
| 81-87   | LTS  | Lotto Soudal             |
| 91-97   | DSM  | Team DSM                 |
| 101-107 | TQA  | Team Qhubeka Assos       |
| 111-115 | TFS  | Trek-Segafredo           |
| 121-126 | UAD  | UAE Team Emirates        |

| N.      | Cod. | Squadra                  |
| ------- | ---- | ------------------------ |
| 131-137 | AFC  | Alpecin-Fenix            |
| 141-147 | BBK  | B&B Hotels               |
| 151-157 | BCF  | Bardiani-CSF-Faizanè     |
| 161-167 | BWB  | Bingoal WB               |
| 171-177 | DKO  | Delko                    |
| 181-187 | RLY  | Rally Cycling            |
| 191-197 | SVB  | Sport Vlaanderen-Baloise |
| 201-207 | ARK  | Team Arkéa-Samsic        |
| 211-217 | TDE  | Total Direct Énergie     |
| 221-227 | UXT  | Uno-X Pro Cycling Team   |
| 231-237 | THR  | Vini Zabù                |
| 241-247 | TIC  | Tarteletto-Isorex        |

## Ordine d'arrivo (Top 10)
| Pos. | Corridore            | Squadra    | Tempo    |
| ---- | -------------------- | ---------- | -------- |
| 1    | Ludovic Robeet       | Bingoal    | 4h36'44" |
| 2    | Damien Gaudin        | Total      | a 3"     |
| 3    | Luca Mozzato         | B&B Hotels | a 5"     |
| 4    | Jordi Meeus          | Bora       | s.t.     |
| 5    | Tom Van Asbroeck     | Israel     | s.t.     |
| 6    | Jake Stewart         | Groupama   | s.t.     |
| 7    | Max Walscheid        | Qhubeka    | s.t.     |
| 8    | Kristoffer Halvorsen | Uno-X      | s.t.     |
| 9    | Jhonatan Narváez     | Ineos      | s.t.     |
| 10   | Rudy Barbier         | Israel     | s.t.     |